# Павловський Посад (станція)
Павловський Посад (рос. Павловский Посад) — вузлова залізнична станція Горьківського напрямку Московської залізниці у місті Павловський Посад Московської області. Входить до Московсько-Курського центру організації роботи залізничних станцій ДЦС-1 Московської дирекції управління рухом. За основним характером роботи є проміжною, за обсягом роботи віднесена до 3 класу.
У межах станції крім однойменного зупинкового пункту на головному ходу Горьківського напрямку також знаходяться платформи Ленська і Ковригіно на одноколійному відгалуженні до Електрогорська.
Основний зупинний пункт — одна острівна і одна берегова пасажирські платформи, з'єднані пішохідним мостом. Обладнані турнікетами.
На станції від головного ходу Горьківського напряму відгалужується одноколійна лінія на північний схід до станції Електрогорськ, при цьому частина лінії до пл. Ковригіно є колією станції. Крім того, на станції беруть початок декілька під'їзних колій. З північного боку станції — вихід до Привокзальної площі та автовокзалу.